# Karl Manfred Rennertz
Karl Manfred Rennertz (Eschweiler, 25 januari 1952) is een Duitse houtbeeldhouwer.

## Leven en werk
Rennertz studeerde in 1971 kunstgeschiedenis aan de Technische Hochschule Aachen in Aken en van 1972 tot 1976 beeldhouwkunst bij onder anderen Alfonso Hüppi aan de Staatliche Kunstakademie Düsseldorf in Düsseldorf. Hij vestigde zich in 1981 als houtbeeldhouwer eerst in Langerwehe, waar hij zijn jeugd had doorgebracht, en vervolgens in Baden-Baden. In 1984 woonde hij in New York en gedurende 1986 en 1987 reisde hij naar India en Egypte. In 1988 verbleef hij met een stipendium in het Künstlerhaus Bethanien in Berlijn en in 1989 in Villa Massimo in Rome.
De kunstenaar woont en werkt in Baden-Baden en Zürich. Voor zijn sculpturen zoekt hij zelf zijn boomstammen uit; vaak wordt hij ingeschakeld als oude bomen dienen te verdwijnen. Hij is sinds 1996 voorzitter van het Gesellschaft der Freunde junger Kunst Baden-Baden. Rennertz was gasthoogleraar in Bremen, Pforzheim en Detmold.

## Enkele werken in de openbare ruimte
- Fünf Figuren für Weingarten (1984), Hochschule Ravensburg-Weingarten in Weingarten
- Mammutbäume[1] (2002), Kunsthalle Baden-Baden in Baden-Baden
- Wer ist wie Gott? Flügel des Erzengel Michael (2002/03), Kunstpfad am Mummelsee
- Moving Woods[2] , Schwäbisch Gmünd (2003), Borås (2005) en Oberhausen (2011)
- Schiefertonzylinder (2009), LWL Industriemuseum in Witten
- Schwarze Figur, Annäherung - Skulpturenweg zum Kloster Maulbronn aan de Friedhofweg in Maulbronn
- Philemon und Baucis (2011), Goetheplatz in Baden-Baden

## Fotogalerij

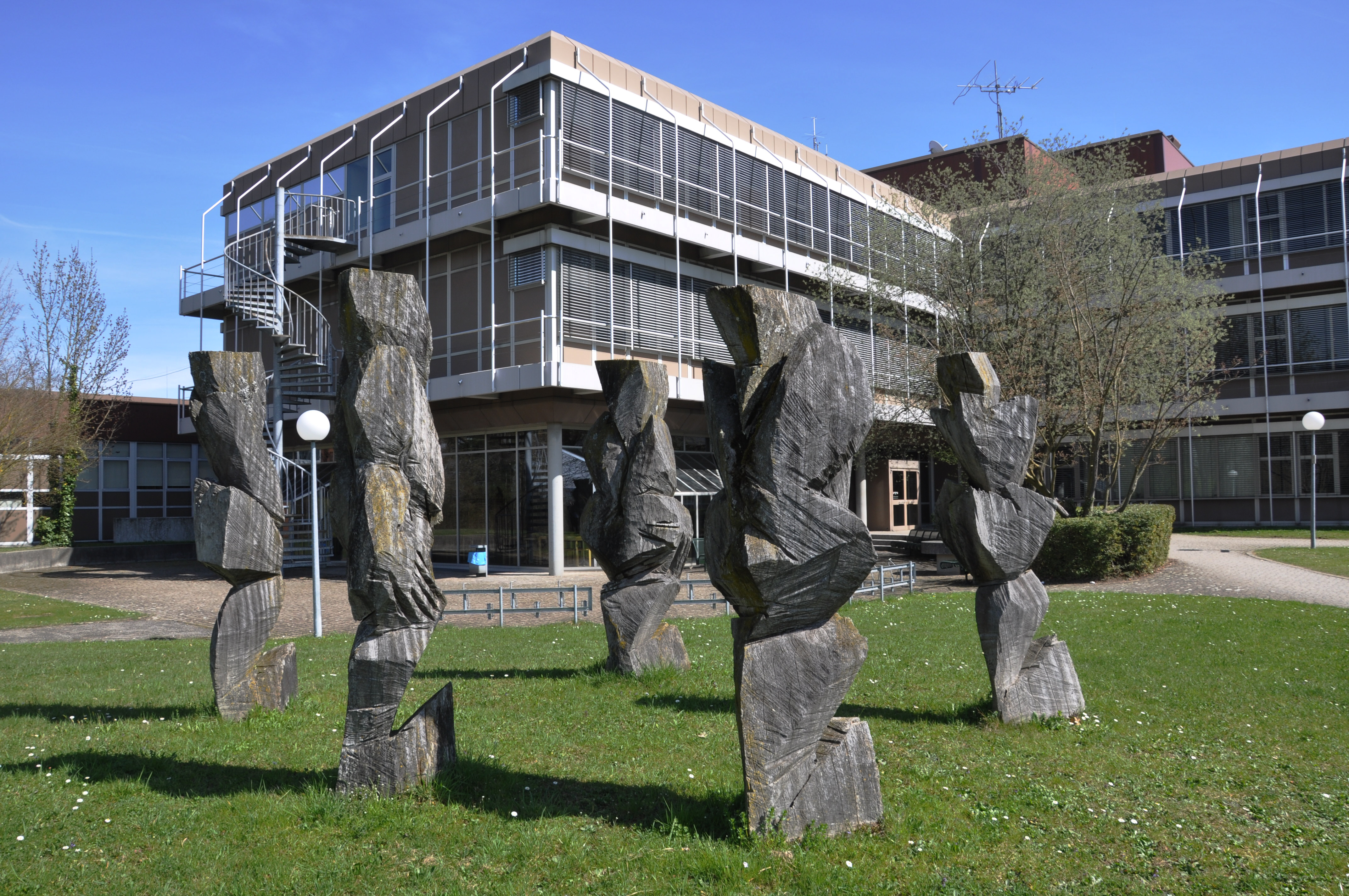
Fünf Figuren für Weigarten (1984)